# جاك فيستر
جاك فيستر (بالإنجليزية: Jacques Pfister)‏ ولد بتاريخ 30 مايو 1903، وتوفي في 21 مارس 1968، كان دراج فرنسي.

## روابط خارجية
- جاك فيستر على موقع أرشيف الدراجات (الإنجليزية)
- جاك فيستر على موقع إحصائيات الدراجات الإحترافية (الإنجليزية)